# ハロシジン
ハロシジン（英：Halocidin）は尾索動物であるアカボヤから分離された抗菌ペプチドである。マウスモデルにおいて、誘導体ペプチドは、うがい薬添加剤として使用した場合に殺菌剤耐性Candida albicansに対して有効性を示した。